# Nancy Cartwright
Nancy Campbell Cartwright (Dayton, Ohio, 25 de outubro de 1957) é uma atriz e dubladora norte-americana.
É mais conhecida por fazer a voz de Bart Simpson; também faz as vozes de Nelson Muntz, de Todd Flanders, de Ralph Wiggum e Kearney no seriado animado de televisão Os Simpsons.

## Início de vida
Nancy Jean Cartwright nasceu em 25 de outubro de 1957, em Dayton, Ohio, a quarta de seis filhos de Frank e Miriam Cartwright. Ela cresceu em Kettering, Ohio, e descobriu seu talento para vozes em tenra idade. Enquanto estava na quarta série na escola de St. Charles Borromeo, ela ganhou uma competição de oratória em toda a escola com sua performance de How the Camel Got His Hump, de Rudyard Kipling. Cartwright frequentou a Fairmont West High School e participou do teatro e da banda marcial da escola. Ela regularmente participava de competições de oratória, ficando em primeiro lugar na categoria "Interpretação humorística" no Torneio Distrital Nacional por dois anos consecutivos. Os juízes frequentemente sugeriam que ela fizesse vozes de desenhos animados. Cartwright se formou no ensino médio em 1976 e aceitou uma bolsa de estudos da Universidade de Ohio. Ela continuou a competir em competições de oratória; durante seu segundo ano, ela ficou em quinto lugar na categoria de exposição do Torneio Nacional de Discurso com seu discurso "A Arte da Animação".
Em 1976, Cartwright conseguiu um emprego de meio período fazendo dublagens para comerciais na rádio WING em Dayton. Um representante da Warner Bros. Records visitou a WING e depois enviou a Cartwright uma lista de contatos na indústria de animação. Um deles foi Daws Butler, conhecido por dublar personagens como Huckleberry Hound, Snagglepuss, Elroy Jetson, Spike the Bulldog e Yogi Bear. Cartwright ligou para ele e deixou uma mensagem com sotaque cockney em sua secretária eletrônica. Butler imediatamente ligou de volta e concordou em ser seu mentor. Ele lhe enviou um roteiro e a instruiu a enviar a ele uma gravação em fita dela mesma lendo. Assim que recebeu a fita, Butler a criticou e enviou suas anotações. No ano seguinte, eles continuaram dessa forma, completando um novo roteiro a cada poucas semanas. Cartwright descreveu Butler como "absolutamente incrível, sempre encorajador, sempre educado".
Cartwright retornou à Universidade de Ohio para seu segundo ano, mas foi transferida para a Universidade da Califórnia, Los Angeles (UCLA) para que pudesse ficar mais perto de Hollywood e Butler. Sua mãe, Miriam, morreu no final do verão de 1978. Cartwright quase mudou seus planos de mudança, mas, em 17 de setembro de 1978, "sem alegria" partiu para Westwood, Los Angeles.

## Carreira
Daws Butler foi o mentor de Cartwright e a ajudou a se tornar dubladora.
Enquanto frequentava a UCLA, que não tinha equipe de oratória, Cartwright continuou treinando como dubladora com Butler. Ela lembrou: "todos os domingos eu fazia uma viagem de ônibus de 20 minutos até a casa dele em Beverly Hills para uma aula de uma hora e ficava lá por quatro horas... Eles tinham quatro filhos, não tinham uma filha e Eu meio que me encaixei como o bebê da família." Butler a apresentou a muitos dubladores e diretores da Hanna-Barbera. Depois que ela conheceu o diretor Gordon Hunt, ele a convidou para fazer um teste para um papel recorrente como Gloria em Richie Rich. Ela recebeu o papel e mais tarde trabalhou com Hunt em vários outros projetos. No final de 1980, Cartwright assinou contrato com uma agência de talentos e conseguiu o papel principal no piloto de uma sitcom chamada In Trouble. Cartwright descreveu o show como "esquecível, mas deu início à minha carreira diante das câmeras". Ela se formou na UCLA em 1981 em teatro. Durante o verão, Cartwright trabalhou com Jonathan Winters como parte de uma trupe de improvisação no Kenyon College em Gambier, Ohio.
Retornando a Los Angeles, Cartwright ganhou o papel principal no filme para televisão Marian Rose White. Janet Maslin, crítica do The New York Times, descreveu Cartwright como "uma atriz gordinha, desajeitada e ligeiramente vesga, cuja naturalidade aumenta muito o impacto do filme". Cartwright respondeu enviando uma carta a Maslin insistindo que ela não era vesga e incluiu uma fotografia. Mais tarde, Cartwright fez o teste para o papel de Ethel, uma garota que fica presa em um mundo de desenho animado no terceiro segmento de Twilight Zone: The Movie. Ela se encontrou com o diretor Joe Dante e mais tarde o descreveu como "um total fã de desenhos animados, e assim que ele deu uma olhada em meu currículo e notou o nome de Daws Butler nele, saímos correndo, compartilhando anedotas sobre Daws e animação. Depois de cerca de vinte anos, minutos, ele disse, 'considerando sua formação, não vejo como poderia escalar alguém além de você para este papel!'" Foi seu primeiro papel em um longa-metragem. O segmento foi baseado no episódio da série de televisão The Twilight Zone "It's a Good Life", que mais tarde foi parodiado no episódio "Treehouse of Horror II" de Os Simpsons (1991).

Cartwright continuou a fazer trabalhos de voz para projetos como Pound Puppies, Popeye and Son, Snorks, My Little Pony e Saturday Supercade. Ela se juntou a um "grupo de loop" e gravou vocais para personagens de fundo de filmes, embora na maioria dos casos o som fosse reduzido para que muito pouco de sua voz fosse ouvida. Ela fez pequenos trabalhos de dublagem para vários filmes, incluindo The Clan of the Cave Bear (1986), Silverado (1985), Sixteen Candles (1984), Back to the Future Part II e A Cor Púrpura (1985). Cartwright também deu voz a um sapato que foi "mergulhado" em ácido em Who Framed Roger Rabbit (1988), descrevendo-o como sua primeira "cena de morte fora da tela", e trabalhou para transmitir corretamente a emoção envolvida.
Depois que me formei na UCLA, decidi que, enquanto fosse atriz, encontraria trabalho relacionado na indústria. Havia muitas oportunidades. E, felizmente, sou insistente o suficiente para encontrar e entrar em contato com aqueles que podem fornecer tais oportunidades.

—Nancy Cartwright, My Life as a 10-Year-Old Boy
Em 1985, ela fez o teste para uma participação especial como Cynthia em Cheers. A audição exigia que ela dissesse sua fala e saísse do set. Cartwright decidiu arriscar ser diferente e continuou caminhando, saindo do prédio e voltando para casa. A equipe de produção ficou confusa, mas ela recebeu o papel. Em busca de mais formação como atriz, Cartwright ingressou em uma aula ministrada pelo técnico de Hollywood Milton Katselas. Ele recomendou que Cartwright estudasse La Strada, um filme italiano de 1956 estrelado por Giulietta Masina e dirigido por Federico Fellini. Ela começou a representar "todas as cenas imagináveis" de La Strada em sua classe e passou vários meses tentando garantir os direitos para produzir uma adaptação teatral. Ela visitou a Itália com a intenção de conhecer Fellini e solicitar pessoalmente sua permissão. Embora nunca tenham se conhecido, Cartwright manteve um diário da viagem e mais tarde escreveu uma peça solo chamada In Search of Fellini, parcialmente baseada em sua viagem. A peça foi co-escrita por Peter Kjenaas, e Cartwright ganhou o prêmio Drama-Logue depois de apresentá-la em Los Angeles em 1995. Em uma entrevista de 1998, ela declarou sua intenção de transformá-la em um longa-metragem, o que conseguiu fazer em 2017.

### Os Simpsons
Cartwright dá voz ao personagem Bart Simpson no programa de televisão animado de longa duração Os Simpsons. Em 13 de março de 1987, ela fez o teste para uma série de curtas de animação sobre uma família disfuncional que apareceria no The Tracey Ullman Show, um programa de comédia de esquetes. Cartwright pretendia fazer um teste para o papel de Lisa Simpson, a filha mais velha. Ao chegar na audição, ela descobriu que Lisa era simplesmente descrita como a filha do meio e na época não tinha muita personalidade. Cartwright ficou mais interessado no papel de Bart, descrito como "desonesto, insatisfatório, que odeia a escola, irreverente e inteligente". O criador Matt Groening deixou-a fazer um teste para Bart e deu-lhe o emprego na hora. A voz de Bart veio naturalmente para Cartwright, já que ela já havia usado elementos dela em My Little Pony, Snorks e Pound Puppies. Cartwright descreve a voz de Bart como fácil de executar em comparação com outros personagens. A gravação dos curtas costumava ser primitiva; o diálogo foi gravado em um toca-fitas portátil em um estúdio improvisado acima das arquibancadas no set de The Tracey Ullman Show. Cartwright, o único membro do elenco com treinamento profissional em dublagem, descreveu as sessões como "muito divertidas". No entanto, ela queria aparecer nos esquetes live-action e ocasionalmente aparecia cedo para as sessões de gravação, na esperança de ser notada por um produtor.
Em 1989, os curtas foram transformados em um programa de meia hora na rede Fox chamado Os Simpsons. Bart rapidamente se tornou a personalidade emergente do programa e um dos personagens mais celebrados da televisão - sua popularidade em 1990 e 1991 era conhecida como "Bartmania". Bart foi descrito como "a nova estrela mais brilhante da televisão" por Mike Boone do The Gazette e foi nomeada a "artista do ano" de 1990 pela Entertainment Weekly. Apesar da fama de Bart, Cartwright permaneceu relativamente desconhecido. Durante a primeira temporada de Os Simpsons, a Fox ordenou que Cartwright não desse entrevistas, pois não queriam divulgar o fato de Bart ter sido dublado por uma mulher. Diz-se que a voz normal de Cartwright "não tem traços óbvios de Bart", e ela acredita que seu papel é "o melhor trabalho de atuação do mundo", já que ela raramente é reconhecida em público. Quando ela é reconhecida e solicitada a fazer a voz de Bart na frente das crianças, Cartwright recusa porque isso "os assusta". O bordão de Bart, "Eat My Shorts", foi um improviso de Cartwright em uma das leituras originais da mesa, referindo-se a um incidente de seus tempos de colégio. Certa vez, durante uma apresentação, membros da banda marcial da Fairmont West High School mudaram seu canto do habitual "Fairmont West! Fairmont West!" ao irreverente “Coma meu short!” Cartwright achou apropriado para Bart e improvisou a frase; tornou-se um bordão popular no programa.
Cartwright dá voz a vários outros personagens da série, incluindo Nelson Muntz, Ralph Wiggum, Todd Flanders, Kearney e Database. Ela fez a voz de Nelson pela primeira vez no episódio "Bart the General" (primeira temporada, 1990). O personagem seria dublado por Dana Hill, mas Hill perdeu a sessão de gravação e Cartwright recebeu o papel. Ela desenvolveu a voz de Nelson na hora e o descreve como "um rasgador de garganta". Ralph Wiggum foi originalmente dublado por Jo Ann Harris, mas Cartwright foi designado para dublar o personagem em "Bart the Murderer" (terceira temporada, 1991). Todd Flanders, a única voz para a qual Cartwright usou outra fonte, é baseada em Sherman (dublado por Walter Tetley), o garoto de Peabody's Improbable History, uma série de curtas exibidos no The Rocky and Bullwinkle Show.
Cartwright recebeu o Primetime Emmy Award de Melhor Dublagem em 1992 por sua atuação como Bart no episódio "Separate Vocations" e um Annie Award em 1995 de Melhor Dublagem no Campo da Animação. Bart foi eleito uma das 100 pessoas mais importantes do século 20 pela Time e, em 2000, Bart e o resto da família Simpson foram premiados com uma estrela na Calçada da Fama de Hollywood, localizada em 7021 Hollywood Boulevard.
Até 1998, Cartwright recebia US$ 30.000 por episódio. Durante uma disputa salarial em 1998, a Fox ameaçou substituir os seis dubladores principais e fez preparativos para escalar novos atores. A disputa foi resolvida, entretanto, e Cartwright recebeu US$ 125.000 por episódio até 2004, quando os dubladores exigiram US$ 360.000 por episódio. Um acordo foi alcançado depois de um mês, e o salário de Cartwright aumentou para US$ 250.000 por episódio. Os salários foram renegociados em 2008, com os dubladores recebendo aproximadamente US$ 400.000 por episódio. Três anos depois, com a Fox ameaçando cancelar a série a menos que os custos de produção fossem cortados, Cartwright e os outros membros do elenco aceitaram um corte salarial de 25 por cento, até apenas mais de $ 300.000 por episódio.

### Futura carreira
É uma curiosidade ser uma celebridade que ninguém conhece. Eu pergunto a você, quantas celebridades você não reconheceria se elas andassem pela rua? ... Não consigo pensar em ninguém — além dos meus colegas de elenco e eu. O fator anonimato é um aspecto tão único deste trabalho. Devo admitir, às vezes eu queria que fosse diferente.

—Nancy Cartwright, My Life as a 10-Year-Old Boy
Além de seu trabalho em Os Simpsons, Cartwright dublou muitos outros personagens em várias séries animadas, incluindo Chuckie Finster em Rugrats e All Grown Up!, Margo Sherman em The Critic, Mindy em Animaniacs e Rufus, o rato-toupeira-pelado em Kim Possible. Para o papel de Rufus, Cartwright pesquisou extensivamente ratos-toupeira e se tornou "uma fonte de curiosidades inúteis". Ela foi indicada ao Daytime Emmy Award de Melhor Artista em Programa de Animação em 2004 por seu trabalho no programa. Em 2001, Cartwright assumiu o papel de Chuckie Finster em Rugrats quando Christine Cavanaugh se aposentou. Cartwright descreve Rufus e Chuckie como suas duas vozes mais difíceis: "Rufus porque meu diafragma se exercita enquanto tento utilizar os 18 sons vocais que uma toupeira faz. Chuckie porque... ele é um asmático com cinco personalidades reunidas em uma - além disso, eu tenho fazer a voz do jeito que [Cavanaugh] fez por 10 anos." Outros programas de televisão que usaram seu trabalho de voz incluem Galaxy High, God, the Devil and Bob, Goof Troop, Mike, Lu & Og, The Replacements, Pinky and the Brain e Timberwolf. Cartwright apareceu diante das câmeras em vários programas de televisão e filmes, incluindo Fama, Empty Nest, The Fresh Prince of Bel-Air, Flesh and Blood, Godzilla e 24.
Em 2000, Cartwright publicou sua autobiografia, My Life as a 10-Year-Old Boy. O livro detalha sua carreira (particularmente suas experiências como voz de Bart) e contém histórias sobre a vida nos bastidores dos Simpsons. Laura A. Bischoff do Dayton Daily News comentou que o livro era o "guia definitivo para Os Simpsons". Os críticos reclamaram que o livro carecia de histórias interessantes e era voltado principalmente para os fãs de Os Simpsons, e não para o público em geral.
Cartwright adaptou My Life as a 10-Year-Old Boy em uma peça solo em 2004. Cartwright a apresentou em vários locais, incluindo o Festival Fringe de Edimburgo de agosto de 2004, na Escócia. A peça recebeu críticas modestas, incluindo críticas pela falta de histórias internas sobre Os Simpsons e seu tom "extremamente otimista". David Chatterton, do The British Theatre Guide, descreveu o show como "interessante e divertido, mas não realmente imperdível, mesmo para os fãs dos Simpsons".
Cartwright demonstrou interesse em corridas de stock car e em 2007 estava buscando uma licença NASCAR. Em 2001, ela fundou uma produtora chamada SportsBlast e criou uma série de animação online chamada The Kellys. A série é focada em corridas; Cartwright dá voz a um menino de sete anos chamado Chip Kelly.
Em 2016, Cartwright lançou a Spotted Cow Entertainment, sua própria produtora de cinema e televisão, com Peter Kjenaas, Monica Gil e Kevin Burke. Com foco no público internacional, a Spotted Cow busca "financiar, produzir e adquirir filmes de ação e animação ao vivo, séries de televisão, bem como entretenimento para plataformas digitais com orçamentos de até US$ 15 milhões". Cow, Cartwright fez seu primeiro filme como roteirista e produtora, In Search of Fellini, lançado em 15 de setembro de 2017. Baseado em sua própria viagem à Itália em 1985, em uma tentativa de conhecer o famoso diretor Federico Fellini, o filme cumpriu a visão de longa data de Cartwright de transformar sua peça solo de 1995, In Search of Fellini, em um filme.

## Vida pessoal
Cartwright conheceu o agente imobiliário Warren Murphy, 24 anos mais velho que ela, em seu aniversário em 1988 e se casou com ele dois meses depois. Em seu livro, ela descreve Murphy como sua "trilha de risada pessoal". O casal teve dois filhos, Lucy e Jack, antes de se divorciar em 2002.
Cartwright foi criada como católica romana mas juntou-se à Igreja da Cientologia em 1991. Ela recebeu o prêmio Patron Laureate da Cientologia após doar US$ 10.000.000, quase o dobro de seu salário anual, para a Igreja em 2007.
Cartwright é uma colaboradora do Animation Archive Project da ASIFA-Hollywood. Em setembro de 2007, Cartwright recebeu o prêmio Wish Icon Award da Make-A-Wish Foundation "por sua tremenda dedicação aos esforços de arrecadação de fundos e realização de desejos da Fundação". Em 2005, Cartwright criou uma bolsa de estudos na Fairmont High School "projetada para ajudar [os graduados] da Fairmont que sonham em seguir seus passos e estudar discurso, debate, drama ou música" na Universidade de Ohio. Em 2005, Cartwright recebeu o título de Prefeita Honorária de Northridge, Califórnia (um bairro de Los Angeles) pela Câmara de Comércio de Northridge.
Em 2007, Cartwright estava em um relacionamento romântico com o contratante Stephen Brackett, um colega da Cientologia. No início de 2008, o casal fez planos para se casar, mas Brackett morreu em maio de 2009, depois que ele "aparentemente pulou" da ponte Bixby Creek em Big Sur, Califórnia.
Em 2012, Cartwright recebeu um doutorado honorário em comunicação pela Universidade de Ohio, onde foi aluna de 1976 a 1977 antes de se transferir para a UCLA.
Cartwright também é pintora, escultora e filantropa. Ela foi cofundadora da aliança Know More About Drugs.
Ela é tia da atriz e cantora Sabrina Carpenter

## Filmografia

### Live-action

#### Cinema
| Ano  | Título                   | Papel                | Notas                              |
| ---- | ------------------------ | -------------------- | ---------------------------------- |
| 1983 | Twilight Zone: The Movie | Ethel                | Segmento: "It's a Good Life"       |
| 1985 | Heaven Help Us           | Garota na dança      | Não creditada                      |
| 1985 | Flesh and Blood          | Kathleen             |                                    |
| 1988 | Yellow Pages             | Stephanie            | Titulado Going Underground nos EUA |
| 1992 | Petal to the Metal       | Fawn Deer            | Curta-metragem                     |
| 1998 | Godzilla                 | Secretária de Caiman |                                    |
| 2008 | Struck                   | Enfermeira           | Curta-metragem                     |
| 2013 | I Know That Voice        | Ela Mesma            | Documentário                       |
| 2017 | In Search of Fellini     | Cosima               | Também escritora                   |
| 2022 | Borrego                  | Deserie              |                                    |

#### Televisão
| Ano        | Título                                                  | Papel                          | Notas                                   |
| ---------- | ------------------------------------------------------- | ------------------------------ | --------------------------------------- |
| 1981       | Skokie                                                  | Personagem não nomeado         | Telefilme; não creditada                |
| 1982       | Marian Rose White                                       | Marian Rose White              | Telefilme                               |
| 1982       | The Rules of Marriage                                   | Jill Murray                    | Telefilme                               |
| 1982       | Tucker's Witch                                          | Holly                          | Episódio: "Terminal Case"               |
| 1983       | Deadly Lessons                                          | Libby Dean                     | Telefilme                               |
| 1983, 1984 | Fame                                                    | Muffin                         | Episódios: "UN Week" e "Secrets"        |
| 1985       | Not My Kid                                              | Jean                           | Telefilme                               |
| 1985       | Cheers                                                  | Cynthia                        | Episódio: "Diane's Nightmare"           |
| 1986       | Bridges to Cross                                        | Personagem não nomeado         | Episódio: "Memories of Molly"           |
| 1987       | Our House                                               | Personagem não nomeado         | Episódio: "Growing Up, Growing Old"     |
| 1987       | Mr. Belvedere                                           | Gwen                           | Episódio: "The Initiation"              |
| 1989       | TV 101                                                  | Melinda                        | Episódio: "On the Road"                 |
| 1989       | Empty Nest                                              | Ann                            | Episódio: "Tears of a Clown"            |
| 1993       | Precious Victims                                        | Ruth Potter                    | Telefilme                               |
| 1993       | Problem Child                                           | Betsy                          |                                         |
| 1995       | The Fresh Prince of Bel-Air                             | Ruby Jillette                  | Episódio: "Save the Last Trance for Me" |
| 1995       | Baywatch Nights                                         | Frances O'Reilly               | Episódio: "976 Ways to Say I Love You"  |
| 1996       | Vows of Deception                                       | Terry                          | Telefilme                               |
| 1996       | Suddenly                                                | Dell                           | Telefilme                               |
| 2007       | 24                                                      | Jeannie Tyler                  | Episódio: "Day 6: 4:00 p.m.- 5:00 p.m"  |
| 2010       | The Simpsons 20th Anniversary Special – In 3-D! On Ice! | Ela Mesma / Bart Simpson (voz) | Especial de televisão                   |
| 2012       | FOX 25th Anniversary Special                            | Bart Simpson (voz)             | Especial de televisão                   |

### Dublagem

#### Cinema
| Ano  | Título                                             | Papel                                                   | Notas                                                   |
| ---- | -------------------------------------------------- | ------------------------------------------------------- | ------------------------------------------------------- |
| 1986 | My Little Pony: The Movie                          | Gusty, Bushwoolie #4                                    |                                                         |
| 1987 | The Chipmunk Adventure                             | Príncipe Árabe, vozes adicionais                        |                                                         |
| 1988 | Pound Puppies and the Legend of Big Paw            | Bright Eyes                                             |                                                         |
| 1988 | Who Framed Roger Rabbit                            | Sapato Animado                                          | Não creditada                                           |
| 1989 | Little Nemo: Adventures in Slumberland             | Page                                                    |                                                         |
| 1989 | The Little Mermaid                                 | Sereia                                                  |                                                         |
| 1998 | The Jungle Book: Mowgli's Story                    | Filhote de lobo, corça, arara, gambá, chimpanzé         | Filme lançado diretamente em mídia doméstica            |
| 1998 | The Land Before Time VI: The Secret of Saurus Rock | Dana                                                    | Filme lançado diretamente em mídia doméstica            |
| 1999 | Wakko's Wish                                       | Mindy                                                   | Filme lançado diretamente em mídia doméstica            |
| 2003 | Rugrats Go Wild                                    | Chuckie Finster                                         |                                                         |
| 2003 | Kim Possible: The Secret Files                     | Rufus                                                   | Filme lançado diretamente em mídia doméstica            |
| 2006 | Leroy & Stitch                                     | Phantasmo: Experimento 375, Shortstuff: Experimento 297 | Telefilme, Filme lançado diretamente em mídia doméstica |
| 2007 | Os Simpsons - o Filme                              | Bart Simpson, Maggie Simpson, Vários personagens        |                                                         |
| 2017 | Captain Underpants: The First Epic Movie           | Desconhecido                                            |                                                         |
| 2021 | The Good, the Bart, and the Loki                   | Bart Simpson, Ralph Wiggum                              | Curta-metragem                                          |
| 2021 | Plusaversary                                       | Bart Simpson, Maggie Simpson                            | Curta-metragem                                          |
| 2022 | When Billie Met Lisa                               | Bart Simpson, Maggie Simpson                            | Curta-metragem                                          |
| 2022 | Welcome to the Club                                | Bart Simpson, Mickey Mouse                              | Curta-metragem                                          |
| 2022 | The Simpsons Meet the Bocellis in 'Feliz Navidad'  | Bart Simpson, Maggie Simpson, Mickey Mouse              | Curta-metragem                                          |
| 2024 | May the 12th Be with You                           | Maggie Simpson, Mickey Mouse                            | Curta-metragem                                          |

###### Animação
| Ano              | Título                                  | Papel                                                        | Notas |
| ---------------- | --------------------------------------- | ------------------------------------------------------------ | --- |
| 1980–1984        | Fat Albert                              | Vozes adicionais                                             | |
| 1980–1984        | Richie Rich                             | Gloria Glad                                                  | |
| 1983             | Monchhichis                             | Vozes adicionais                                             | |
| 1983–1985        | Shirt Tales                             | Kip Kangaroo                                                 | 2a temporada |
| 1983–1988        | Alvin and the Chipmunks                 | Vozes adicionais                                             | 59 episódios |
| 1984–1985        | Saturday Supercade                      | Kimberly                                                     | Segmentos: Space Ace |
| 1984–1988        | Snorks                                  | Daffney Gillfin                                              | |
| 1984, 1985, 1994 | ABC Weekend Special                     | Karen Winsborrow, Wally Funnybunny                           | 3 episódios |
| 1986             | Galaxy High School                      | "Flat" Freddy Fender, Gilda Gossip                           | 13 episódios |
| 1986–1987        | My Little Pony 'n Friends               | Vários personagens                                           | |
| 1986–1987        | Pound Puppies                           | Bright Eyes, vozes adicionais                                | 26 episódios |
| 1987             | Popeye and Son                          | Woody                                                        | |
| 1987             | Christmas Every Day                     | The Little Girl                                              | Filme para televisão |
| 1987–1989        | The Tracey Ullman Show                  | Bart Simpson, Pat (1 episódio)                               | Curtas de The Simpsons e Dr. N!Godatu, respectivamente                                                                          |
| 1988–1990        | Fantastic Max                           | FX                                                           | 15 episódios |
| 1989             | Dink, the Little Dinosaur               | Vozes adicionais                                             | |
| 1989–presente    | Os Simpsons                             | Bart Simpson, Maggie Simpson, vários personagens             | Papel de maior duração; escritora (1 episódio, 2019)                                                                            |
| 1990             | Bobby's World                           | Natalie                                                      | Episódio: "Adventures in Bobby Sitting"                                                                                         |
| 1990             | Timeless Tales from Hallmark            | Duckling #1, Brown Duckling #2                               | Episódio: "The Ugly Duckling"                                                                                                   |
| 1990             | 42nd Primetime Emmy Awards              | Bart Simpson                                                 | Especial de televisão |
| 1990             | The Yum Yums: The Day Things Went Sour  | Peppermint Kitty, Kelly                                      | Especial de televisão |
| 1991             | Big Bird's Birthday Celebration         | Bart Simpson                                                 | Especial de televisão |
| 1992             | Raw Toonage                             | Fawn Deer                                                    | 12 episódios |
| 1992–1993        | Goof Troop                              | Pistol Pete                                                  | 55 episódios |
| 1992, 2002–2004  | Rugrats                                 | Chuckie Finster, Junk Food Kid                               | Substituiu Christine Cavanaugh como papel principal até o final da série Episódio: "Showdown at Teeter-Totter Gulch/Mirrorland" |
| 1993             | The Pink Panther                        | Vozes adicionais                                             | |
| 1993             | Animaniacs                              | Mindy, vozes adicionais                                      | |
| 1993             | Bonkers                                 | Fawn Deer                                                    | 5 episódios |
| 1993             | A Goof Troop Christmas                  | Pistol Pete                                                  | Filme para televisão |
| 1994             | Aladdin                                 | The Sprites                                                  | 2 episódios |
| 1994–1995        | The Critic                              | Margo Sherman, Bart Simpson, Vários personagens              | 23 episódios |
| 1995             | The Twisted Tales of Felix the Cat      | Vozes adicionais                                             | |
| 1995             | Timon & Pumbaa                          | Pumbaa Jr.                                                   | Episódio: "Never Everglades/The Laughing Hyenas: Cooked Goose"                                                                  |
| 1996             | Sesame Street                           | Bart Simpson                                                 | Episódio: "Maria in the Hospital: Part 1"                                                                                       |
| 1998             | Toonsylvania                            | Melissa Screetch                                             | |
| 1998             | Pinky and the Brain                     | Mindy                                                        | Episódio: "Star Warners" |
| 1998–1999        | Pinky, Elmyra & the Brain               | Rudy Mookich                                                 | 25 episódios |
| 1999             | The Big Guy and Rusty the Boy Robot     | Vozes adicionais                                             | |
| 1999             | Futurama                                | Bart Simpson doll                                            | Episode: "A Big Piece of Garbage"                                                                                               |
| 1999–2000        | Crashbox                                | Robots                                                       | 52 episódios |
| 1999–2000        | Mike, Lu & Og                           | Lu                                                           | 5 episódios |
| 2000–2011        | God, the Devil and Bob                  | Megan Allman                                                 | 13 episódios |
| 2002             | Rapsittie Street Kids: Believe In Santa | Todd                                                         | Filme para televisão; também produtora                                                                                          |
| 2002–2007        | Kim Possible                            | Rufus                                                        | 87 episódios |
| 2003             | Kim Possible: A Sitch in Time           | Rufus                                                        | Filme para televisão |
| 2003, 2004, 2005 | Lilo & Stitch                           | Phantasmo: Experiment 375, Shortstuff: Experiment 297, Rufus | Episódio: "Phantasmo: Experiment 375" Episódio: "Short Stuff: Experiment 297" Episódio: "Rufus: Experiment 607"                 |
| 2003–2008        | All Grown Up!                           | Chuckie Finster                                              | 51 episódios |
| 2005             | Kim Possible Movie: So the Drama        | Rufus                                                        | Filme para televisão |
| 2005             | The Kellys                              | Chip Kelly                                                   | |
| 2005, 2014       | Family Guy                              | Daffney, Bart Simpson, Maggie Simpson, vários personagens    | Episódio: "Brian the Bachelor" Episódio: "The Simpsons Guy"                                                                     |
| 2006–2009        | The Replacements                        | Todd Daring                                                  | |
| 2007             | Random! Cartoons                        | Chum Chum, Kid #1                                            | Episódio: "Fanboy" |
| 2007             | Disney Channel Games                    | Todd                                                         | Minissérie |
| 2007–2010        | Betsy's Kindergarten Adventures         | Billy                                                        | 17 episódios |
| 2010             | The Cleveland Show                      | Bart Simpson                                                 | Episódio: "Cleveland Live!" |
| 2011–2016        | Poppy Cat                               | Chester                                                      | 3 episódios |
| 2013             | American Dad!                           | Bart Simpson                                                 | |
| 2014             | The 7D                                  | Goldilocks                                                   | Episódio: "Goldilocks and the 7D"                                                                                               |
| 2018             | Top Wing                                | Snow Geese                                                   | Episódio: "Rod's Dream of Flying"                                                                                               |
| 2019             | Kim Possible                            | Rufus                                                        | Filme para televisão |
| 2021–presente    | Rugrats                                 | Chuckie Finster                                              | Papel recorrente |

#### Video games
| Ano  | Título                                    | Papel                                            |
| ---- | ----------------------------------------- | ------------------------------------------------ |
| 1991 | The Simpsons Arcade Game                  | Bart Simpson, Maggie Simpson                     |
| 1991 | The Simpsons: Bart vs. the Space Mutants  | Bart Simpson, Maggie Simpson                     |
| 1992 | The Simpsons: Bart's Nightmare            | Bart Simpson, Maggie Simpson                     |
| 1994 | Virtual Bart                              | Bart Simpson                                     |
| 1995 | TerraTopia                                | Piper                                            |
| 1996 | The Simpsons: Cartoon Studio              | Bart Simpson, Maggie Simpson, Vários personagens |
| 1997 | The Simpsons: Virtual Springfield         | Bart Simpson, Maggie Simpson, Vários personagens |
| 1998 | Putt-Putt Enters the Race                 | Putt-Putt                                        |
| 1999 | Simpsons Bowling                          | Bart Simpson, Vários personagens                 |
| 2000 | Putt-Putt Joins the Circus                | Putt-Putt                                        |
| 2001 | The Simpsons Wrestling                    | Bart Simpson, Maggie Simpson                     |
| 2001 | The Simpsons: Road Rage                   | Bart Simpson, Maggie Simpson, Vários personagens |
| 2002 | Rugrats: Royal Ransom                     | Chuckie Finster                                  |
| 2002 | The Simpsons Skateboarding                | Bart Simpson, Maggie Simpson, Vários personagens |
| 2003 | The Simpsons: Hit & Run                   | Bart Simpson, Maggie Simpson, Vários personagens |
| 2004 | Disney's Kim Possible 2: Drakken's Demise | Rufus                                            |
| 2007 | The Simpsons Game                         | Bart Simpson, Maggie Simpson, Vários personagens |
| 2012 | The Simpsons: Tapped Out                  | Bart Simpson, Maggie Simpson, Vários personagens |

#### Videoclipes
| Ano  | Título           | Papel        | Artista         |
| ---- | ---------------- | ------------ | --------------- |
| 1990 | "Do the Bartman" | Bart Simpson | Ela mesma       |
| 1991 | "Black or White" | Bart Simpson | Michael Jackson |

#### Parques temáticos
| Ano  | Título            | Papel                                            | Local                                       |
| ---- | ----------------- | ------------------------------------------------ | ------------------------------------------- |
| 2008 | The Simpsons Ride | Bart Simpson, Maggie Simpson, vários personagens | Universal Studios Florida Orlando, FL       |
| 2008 | The Simpsons Ride | Bart Simpson, Maggie Simpson, vários personagens | Universal Studios Hollywood Los Angeles, CA |

#### Webséries
| Ano  | Título     | Papel         | Notas    |
| ---- | ---------- | ------------- | -------- |
| 2001 | Timberwolf | Earl Squirrel | Dublagem |

### Produção
| Ano  | Título                                  | Papel               | Notas                |
| ---- | --------------------------------------- | ------------------- | -------------------- |
| 2002 | Rapsittie Street Kids: Believe in Santa | Produtora           | Filme para televisão |
| 2016 | Holiday Joy                             | Produtora           | Filme para televisão |
| 2017 | In Search of Fellini                    | Produtora executiva |                      |
| 2022 | Borrego                                 | Produtora           |                      |

### Outros créditos
| Ano  | Título       | Papel            |
| ---- | ------------ | ---------------- |
| 2003 | Brother Bear | Treinador de voz |

## Prêmios e indicações
| Ano  | Cerimônia            | Categoria                                       | Papel        | Obra                                    | Resultado | Ref.   |
| ---- | -------------------- | ----------------------------------------------- | ------------ | --------------------------------------- | --------- | ------ |
| 1992 | Primetime Emmy Award | Excelente Desempenho de Locução                 | Bart Simpson | Os Simpsons: "Separate Vocations"       | Venceu    | [ 92 ] |
| 1995 | Annie Award          | Excelente Dublagem na Área de Animação          | Bart Simpson | Os Simpsons                             | Venceu    | [ 93 ] |
| 1995 | Drama-Logue Award    | —                                               | —            | In Search of Fellini                    | Venceu    | [ 28 ] |
| 2004 | Daytime Emmy Award   | Melhor Artista em Programa de Animação          | Rufus        | Kim Possible                            | Indicada  | [ 94 ] |
| 2017 | Primetime Emmy Award | Excelente Desempenho de Narração de Personagens | Bart Simpson | Os Simpsons: "Looking for Mr. Goodbart" | Indicada  | [ 95 ] |
| 2020 | Primetime Emmy Award | Excelente Desempenho de Narração de Personagens | Bart Simpson | Os Simpsons: "Better Off Ned"           | Indicada  | [ 96 ] |